# Río Toro (vattendrag i Costa Rica)
Río Toro är ett vattendrag i Costa Rica.   Det ligger i provinsen Heredia, i den centrala delen av landet, 80 km norr om huvudstaden San José.